# 艾伦纪念艺术博物馆

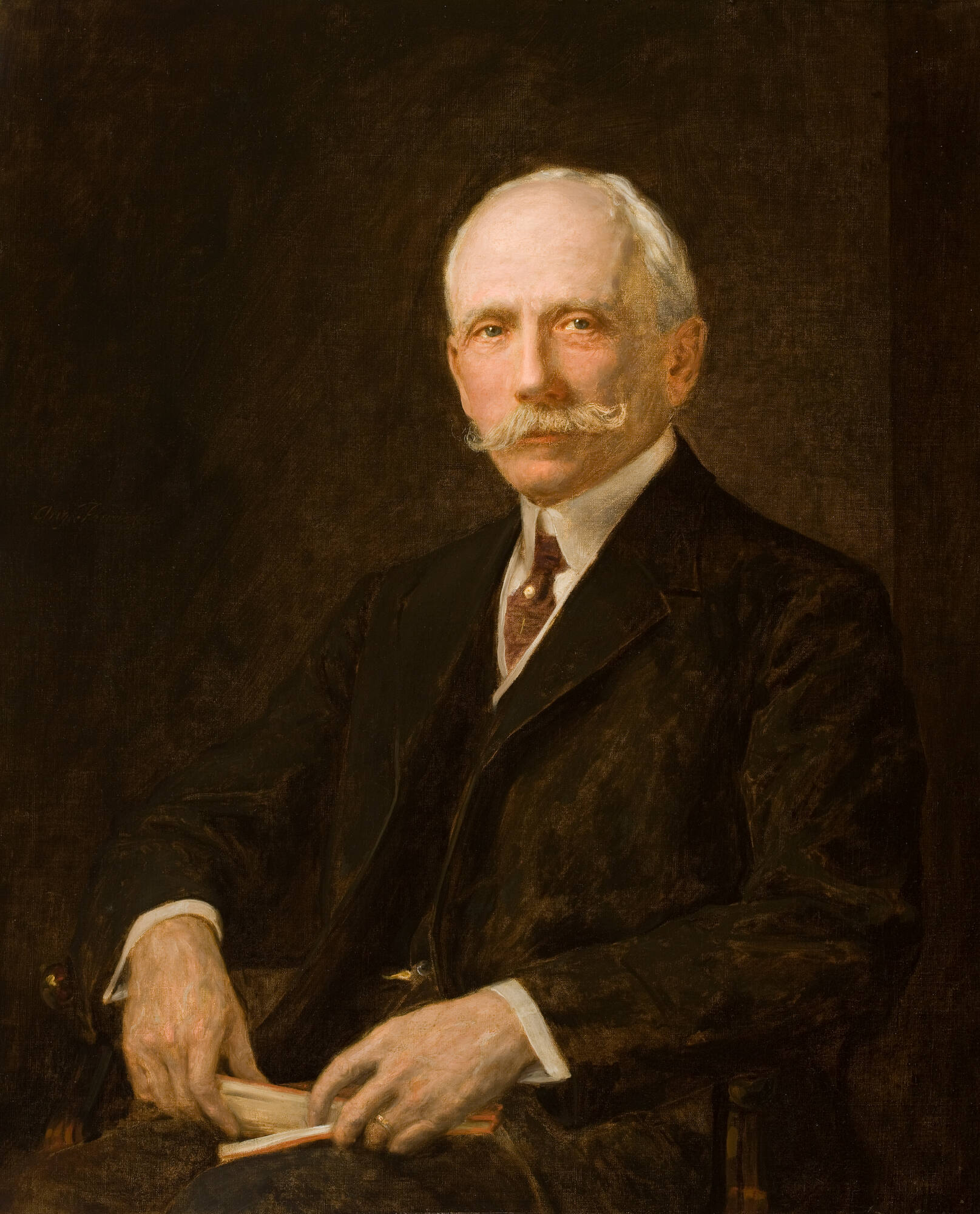
创始人达德利·彼得·艾伦，由奥古斯特·赖因霍尔德·弗兰赞绘于1915年

艾伦纪念艺术博物馆（英語：Allen Memorial Art Museum，AMAM）是一个艺术博物馆，位于美国俄亥俄州欧柏林，由欧柏林学院管理。它成立于 1917 年，收藏了超过 15，000 件艺术品。

## 概述
艾伦纪念艺术博物馆主要是一个教学博物馆，面向欧柏林学院的学生、教职员工，以及周边社区。著名的优势包括十七世纪的荷兰和佛兰芒艺术，十九世纪和二十世纪初的欧洲和当代美国艺术，以及亚洲、欧洲和美国的纸质作品。博物馆设于一座意大利文艺复兴时期风格的建筑中，由卡斯·吉尔伯特（Cass Gilbert）设计，以其创始人、1875年毕业的校友达德利·彼得·艾伦博士（Dudley Peter Allen）的名字命名，他是欧柏林学院的毕业生和受托人，也是伊丽莎白·塞弗伦斯·普伦蒂斯（Elisabeth Severance Prentiss）的第一任丈夫，其遗赠成为F.F.普伦蒂斯夫人第一次婚姻期间开始的部分艺术收藏。
1977年，罗伯特·文丘里和丹尼斯·斯科特·布朗（Denise Scott Brown）进行了补充设计，是美国最早的后现代主义建筑之一。2011年，这家历史悠久的博物馆进行了为期两年的改造，之后被授予美国绿色建筑委员会金级认证。

## 收藏

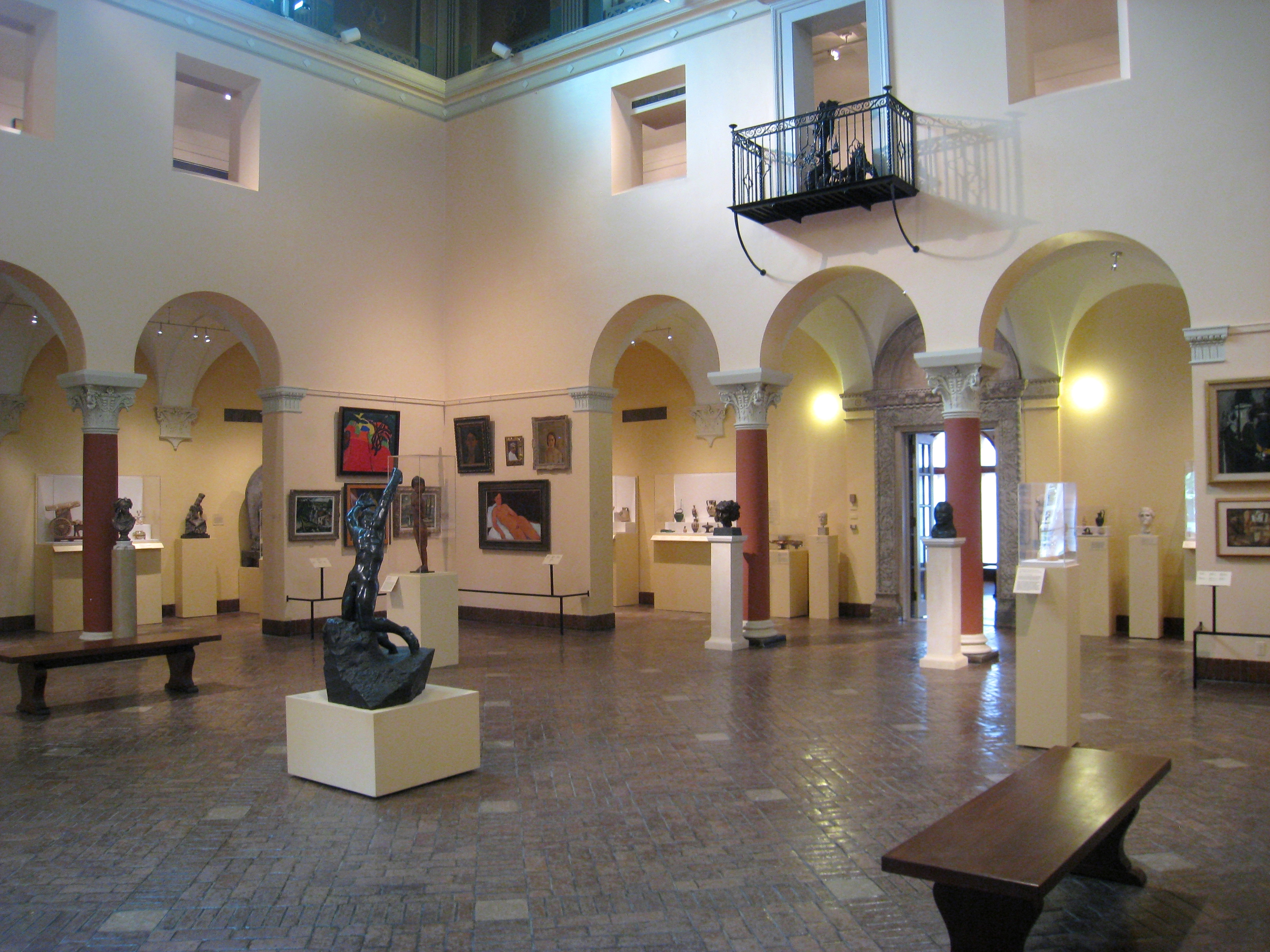
艾伦纪念艺术博物馆的中央大厅，包括埃及、希腊和罗马艺术

艾伦纪念艺术博物馆收藏了超过15，000件藏品，包括绘画、雕塑、装饰艺术、版画、绘画和照片，全面概述了各种文化的艺术史。藏品以15世纪至今的欧美绘画和雕塑为重点，还收藏了亚洲绘画、卷轴、雕塑和装饰艺术，包括大量的浮世繪画作。
博物馆包括埃及、希腊、罗马、非洲和前哥伦布艺术。博物馆还收藏了伊娃·赫塞（Eva Hesse）档案，其中包括艺术家的笔记本、日记、照片和信件，并俯瞰弗兰克·劳埃德·赖特的韦尔茨海默/约翰逊之家（Weltzheimer/Johnson House）。

### 普伦蒂斯基金
通过F.F.普伦蒂斯夫人基金购买的包括亨利·摩尔雕塑和其他作品：

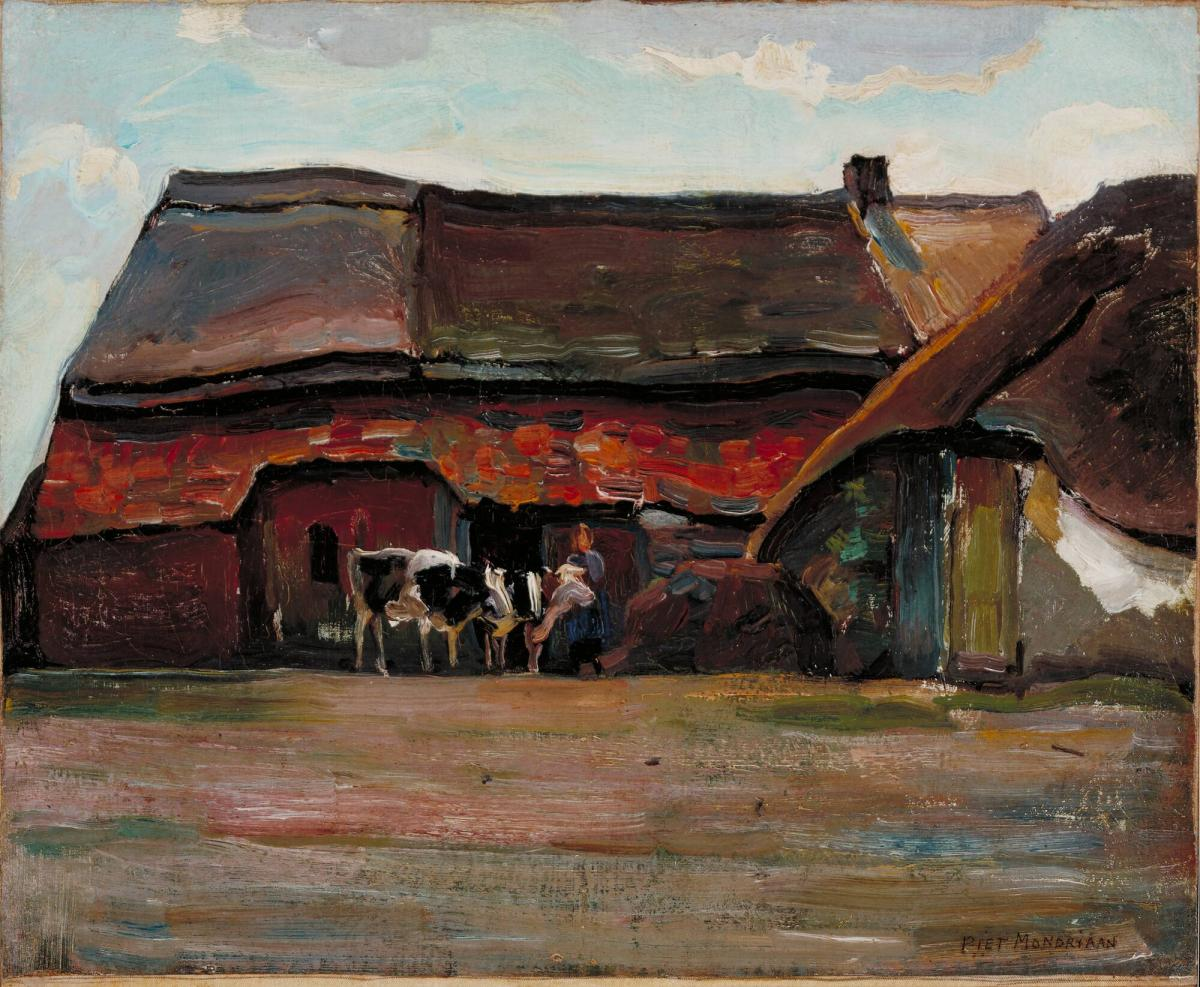
《布拉本特农场》，皮特·蒙德里安
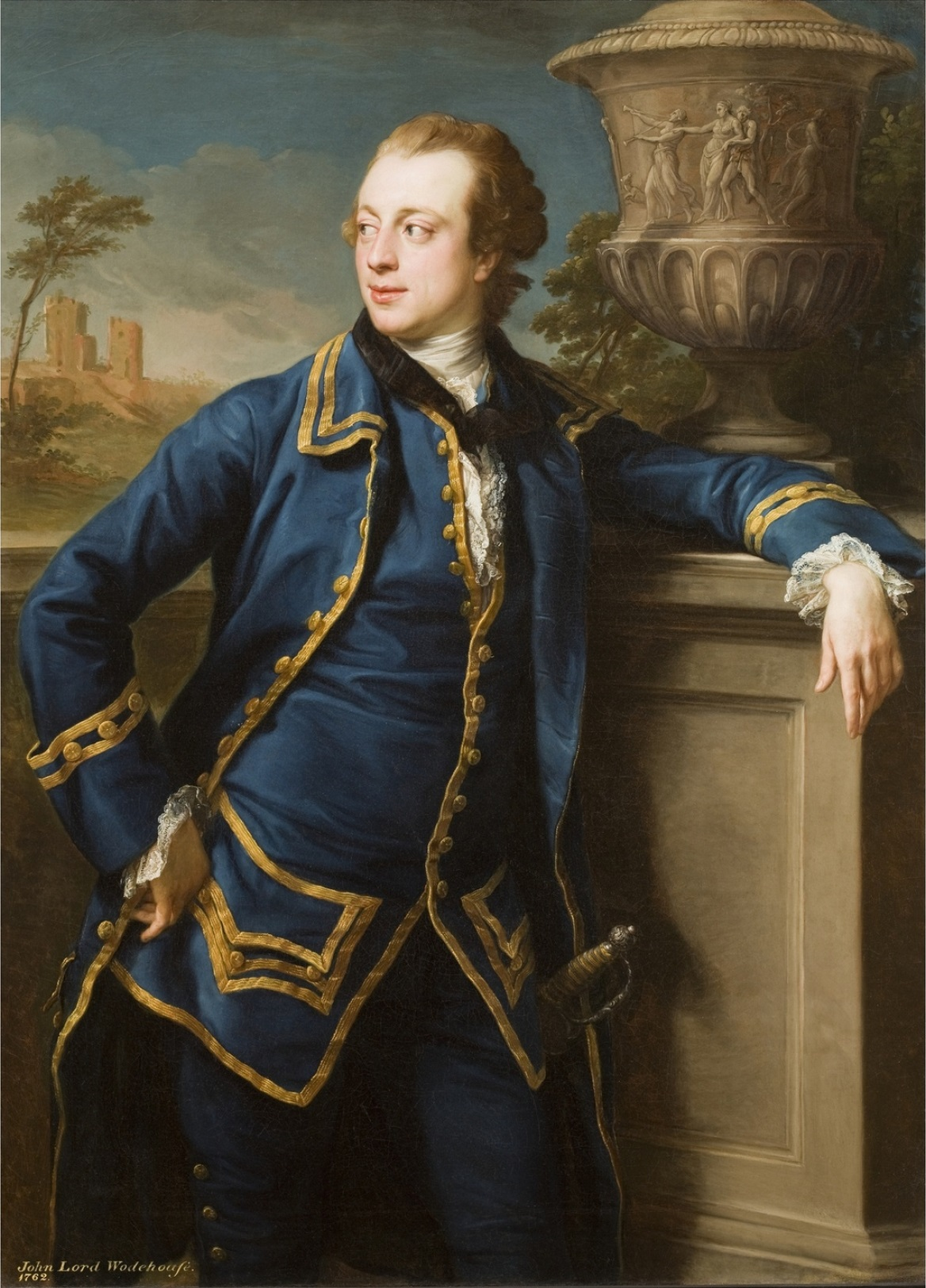
德豪斯爵士约翰肖像，庞佩奥·巴托尼

## 艺术品租赁
每学期初，学生们都会在博物馆北门前露营，挑选艺术家的作品，包括原创蚀刻画、石版画和绘画，艺术家包括皮埃尔-奥古斯特·雷诺阿、安迪·沃荷、萨尔瓦多·达利和 巴勃罗·毕加索。学生可以在宿舍的墙上挂这些作品，每学期五美元。
该计划由欧柏林学院艺术教授艾伦·约翰逊（Ellen H. Johnson）启动于20世纪40年代，目的是“培养学生的审美情感，鼓励他们对生活其他领域进行有序思考和辨析”。